# Bullia mauritiana
Espèce
Synonymes
- Bullia grayi Reeve, L.A., 1846[1]
- Dorsanum mauritianum (Gray, 1839)[1]

Bullia mauritiana est une espèce d'escargot de mer de l'ouest de l'Océan Indien appartenant à la famille des nassaridés.

## Description
La taille de sa coquille varie de 30 à 75 mm.

## Distribution
Cette espèce est présente dans l'Océan Indien sur les côtes de Madagascar et de l'Afrique du Sud.